# Allium corsicum
Espèce
Classification APG III (2009)
Allium corsicum , l'ail de Corse, est une espèce de plantes à fleurs monocotylédones de la famille des Amaryllidaceae. Elle est endémique de l'Ile de Corse en Méditerranée,,. C'est une plante rare présente dans les sables littoraux.

## Description
Allium corsicum, produit un bulbe sphérique à ovoïde et une hampe florale atteignant 60 cm de haut. Les feuilles sont plates et glabres, d'environ 3 mm de large. L'ombelle a de nombreuses fleurs en forme de cloches, blanches ou roses avec des nervures médianes violet foncé ;
les étamines dépassent les tépales de 0,5 à 1 mm à l'anthèse ; la spathe de moins de 4,5 cm, dépasse un peu l'ombelle. 